# Big Soto
Gustavo Rafael Guerrero Soto (Cumaná; 19 de octubre de 1996), conocido por su nombre artístico Big Soto, es un rapero, cantante y compositor venezolano.
Soto es considerado uno de los mejores cantantes del trap latino en Hispanoamérica. y su incursión en este género lo ha convertido en uno de los primeros intérpretes del género en Venezuela teniendo más de 4,5 millones de reproducciones mensuales en Spotify.

## Biografía
Soto nació en Cumaná, Estado de Sucre, aunque vivió parte de su niñez en un pequeño pueblo llamado Marigüitar. A los 9 años se trasladó con su familia a Valles del Tuy. Su nombre artístico es un homenaje a su familia materna, los Soto, quiénes además de ser músicos, lo impulsaron y apoyaron en su carrera artística. En un principio su nombre iba a ser únicamente Soto, pero influenciado por el movimiento de raperos que agregaban «Little», «Lil» o «Big» a sus nombres artísticos decidió añadirle «Big» al suyo y llamarse definitivamente «Big Soto».

## Trayectoria musical
El primer sencillo en ponerlo en la escena musical fue «Chamito Loco», lanzada en el año 2016 e interpretada con Trainer. Al conocer al rapero Trainer, se asoció en el proyecto Eleuce Music, un colectivo creativo del que saldrían ambos al poco tiempo para seguir trabajando como solistas. En ese mismo año también conoció a Sotorius compositor dominicano & Micro TDH, cantante venezolano con los que comparte gran afinidad por el estilo musical. Con estos tiene canciones como «Ponte» y «Caderas».
En ese mismo año lanzó su primer álbum de estudio titulado Young Cream, este contó con 13 sencillos y colaboraciones con artistas como Episteme, Trainer, Foreign, Rusty, entre otros. 10 días después del estreno lanzó «ISKIUSMI Panita», junto a Adso Alejandro y Trainer, este sería un sencillo que impulsaría el reconocimiento de estos artistas.
En el año 2017 ambos solistas abandonaron Eleuce Music y se fueron a OBG, proyecto que lo impulsó en el trap nacional. OBG era un colectivo liderado por Akapellah creado con la finalidad de impulsar a raperos de la escena nacional. Big Soto presentó su primer sencillo bajo el sello discográfico de título «SKRT», este tiene más de 13 millones de visitas en YouTube. Posterior a esto lanzó sencillos que lo consagraron en el trap latino como «Funny» con Trainer, «Vida Buena», «Chipi Chipi», «UFO», «Party», entre otros.

### 2018-2020:Apokalypsisy Rimas Music
Su relación musical con el también rapero Neutro Shorty comenzó en el año 2018 cuando se conocieron en un show en el que ambos se presentaban. Su lanzamiento en conjunto, Apokalypsis es una obra en la que cada una de las ocho canciones que componen el disco viene acompañada de un videoclip. En el 2018 fue firmado por Rimas Music de Puerto Rico y añadió a su catálogo canciones como «Aquella Noche», «Perdón Mamá», «Me Niego ft. Mora», «Verdad» y «Grosero». En ese mismo año también colaboró con Jeeiph y Trainer en el sencillo «Lírica».
En 2019 llegó a la República Dominicana para seguir trabajando en su carrera musical, para posteriormente residenciarse en la Ciudad de México, con intención de seguir creciendo en su carrera musical de la mano de Rimas Music. Adicional al gran empuje que le dan las redes sociales, Big Soto se ha caracterizado por hacer colaboraciones con otros artistas como Trainer, Corina Smith, Micro TDH, Neutro Shorty, Mora, Akapellah, De La Ghetto, Álvaro Díaz, Khea, Randy Nota Loca, Sharlene, entre otros.
A principios del año 2020 lanzó «Tiempos de Cali». En mayo de ese mismo año colaboró con el artista Bizarrap, siendo parte de la «Bzrp Music Sessions, Vol. 28», la cual en tan solo un día consiguió más de dos millones de reproducciones y actualmente cuenta con 60 millones.

### 2021:The Good TripyApokalypsis 2
En el año 2021 lanzó su segundo álbum llamado The Good Trip, un álbum que se empezó a producir a fines del año 2018, en el mismo se encuentra Soto en colaboración con artistas como Jowell & Randy, Farruko, Noriel, Micro TDH, Eladio Carrion, Trainer, Javiielo, Lyanno, suei, Amenazzy, entre otros. The Good Trip significa el buen viaje, en cada canción se puede apreciar a él mismo en países como España, Emiratos Árabes Unidos, entre otros. El álbum fue catalogado por la revista Rolling Stone como uno de los 35 mejores álbumes en español y bilingües de 2021.
A fines de ese mismo año lanzó su segundo EP Apokalypsis 2 junto a Neutro Shorty. El álbum con dieciocho títulos (18) contó con colaboraciones de artistas como De la Ghetto, Noriel, Micro TDH, Santa Fe Klan, Trainer, Mcklopedia, Chucky 73, Lyanno, Yung Sarria, entre otros. También hicieron presentaciones en distintos países de Latinoamérica.

### 2022-presente:Todo es mentalyLa trampa is back
El 20 de octubre de 2022 publicó su tercer álbum de estudio Todo es mental que cuenta con 19 sencillos y las colaboraciones de los artistas Danny Ocean, Mora, Arón Piper, Polimá Westcoast, Ryan Castro, entre otros. El álbum se centró en el trap latino, aunque, también hay canciones de reguetón, r&b y rap. En 2023, fue telonero y acompañante de la gira de Eladio Carrión en Estados Unidos.
En febrero de 2024, lanzó el sencillo «Odiosotorius», anunciando un próximo álbum de estudio. A mediados de ese año publicó La trampa is back, un extended play de dos sencillos junto a su colega Trainer, con quien comenzó su carrera artística. También anunció su cuarto disco de estudio Sotorius, dando pie a una gira en Estados Unidos únicamente.

## Arte

### Estilo lírico y musical
Cuando comenzó su carrera Soto se incursionó en el trap, y este fue el que le dio reconocimiento internacional, sin embargo, tiene una gran devoción por el hip hop, el R&B y la música afroamericana en general. Algunos artistas que han formado parte de su crecimiento como artista son Gorillaz, Slipknot, System of Down y la banda brasileña Angra. Al empezar a escuchar a Young Thug, A$AP Rocky, The Underachievers, Migos y Flatbush Zombies decidió quedarse en el trap. Desde los inicios de su carrera musical demostró gran interés por conocer el detrás de escena de todo el proceso, aprendiendo sobre programación, sampleo, mezcla y construcción de la música.

### Imagen
Big Soto siempre estuvo influenciado con el estilo de vestimenta skater y urbano. Es modelo firmado con la marca global Fashion Nova desde el año 2020 y en las redes sociales se muestra con una gran variedad de vestimenta de la misma.

## Discografía
Desde que comenzó su carrera en el año 2013, Soto, logró atesorar dos (3) álbumes de estudio y dos (3) extended play.
| - 2016 - Young Cream - 2021 - The Good Trip - 2022 - Todo es mental - 2024 - Sotorius | - 2019 - Apokalypsis (con Neutro Shorty) - 2021 - Apokalypsis 2 (con Neutro Shorty) - 2021 - The Good Trip Deluxe - 2024 - La trampa is back (con Trainer) |